# Municipio de Birmingham (Pensilvania)
El municipio de Birmingham (en inglés: Birmingham Township) es un municipio ubicado en el condado de Chester en el estado estadounidense de Pensilvania. En el año 2000 tenía una población de 4221 habitantes y una densidad poblacional de 254,6 personas por km².

## Geografía
El municipio de Birmingham se encuentra ubicado en las coordenadas 39°54′30″N 75°36′55″O / 39.90833, -75.61528.

## Demografía
Según la Oficina del Censo en 2000 los ingresos medios por hogar en la localidad eran de $130 096 y los ingresos medios por familia eran de $132 620. Los hombres tenían unos ingresos medios de $99 678 frente a los $52 346 para las mujeres. La renta per cápita de la localidad era de $51 756. Alrededor del 0,9% de la población estaba por debajo del umbral de pobreza.